# Hovea
Hovea är ett släkte av ärtväxter. Hovea ingår i familjen ärtväxter.

## Bildgalleri

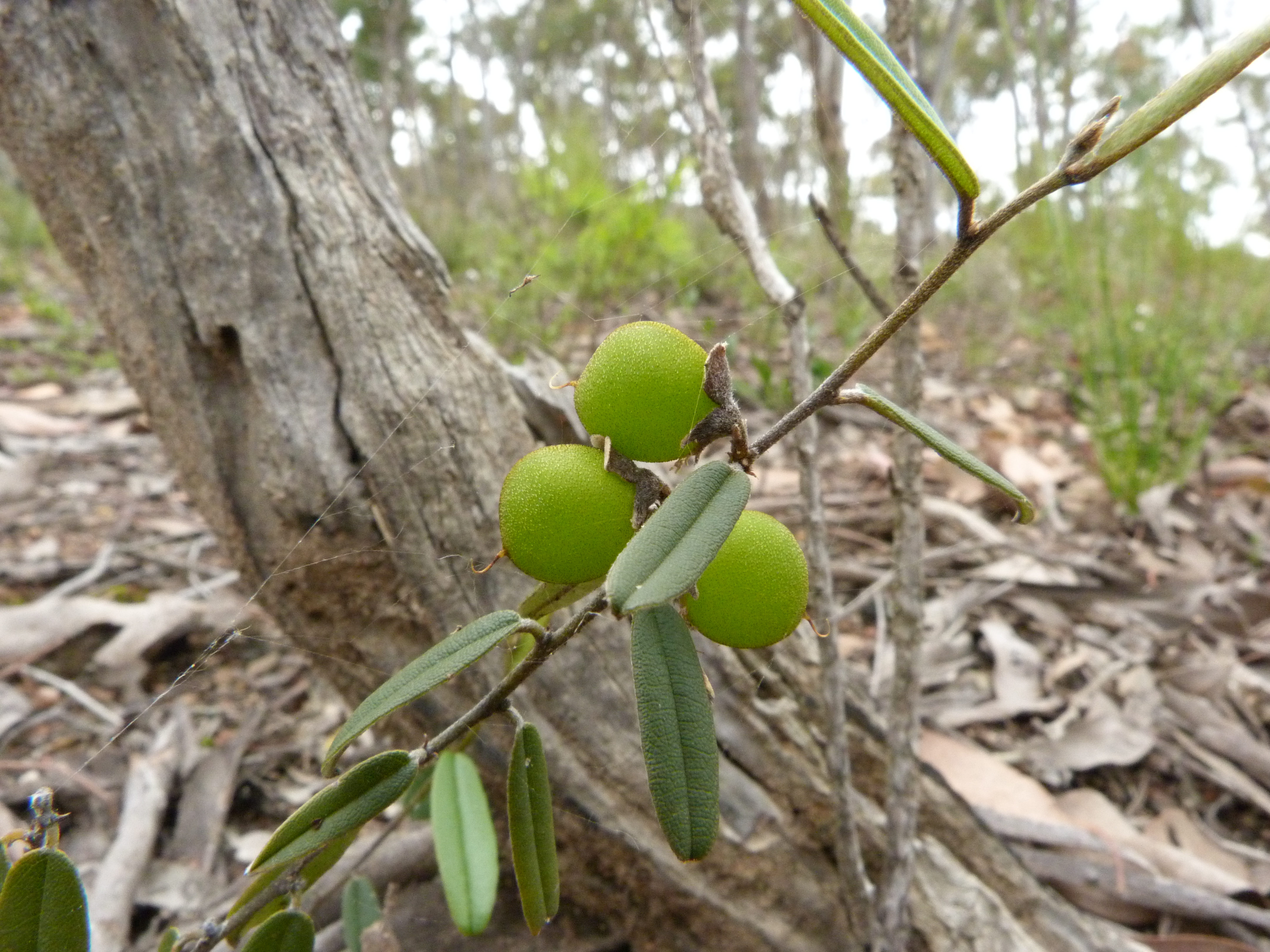
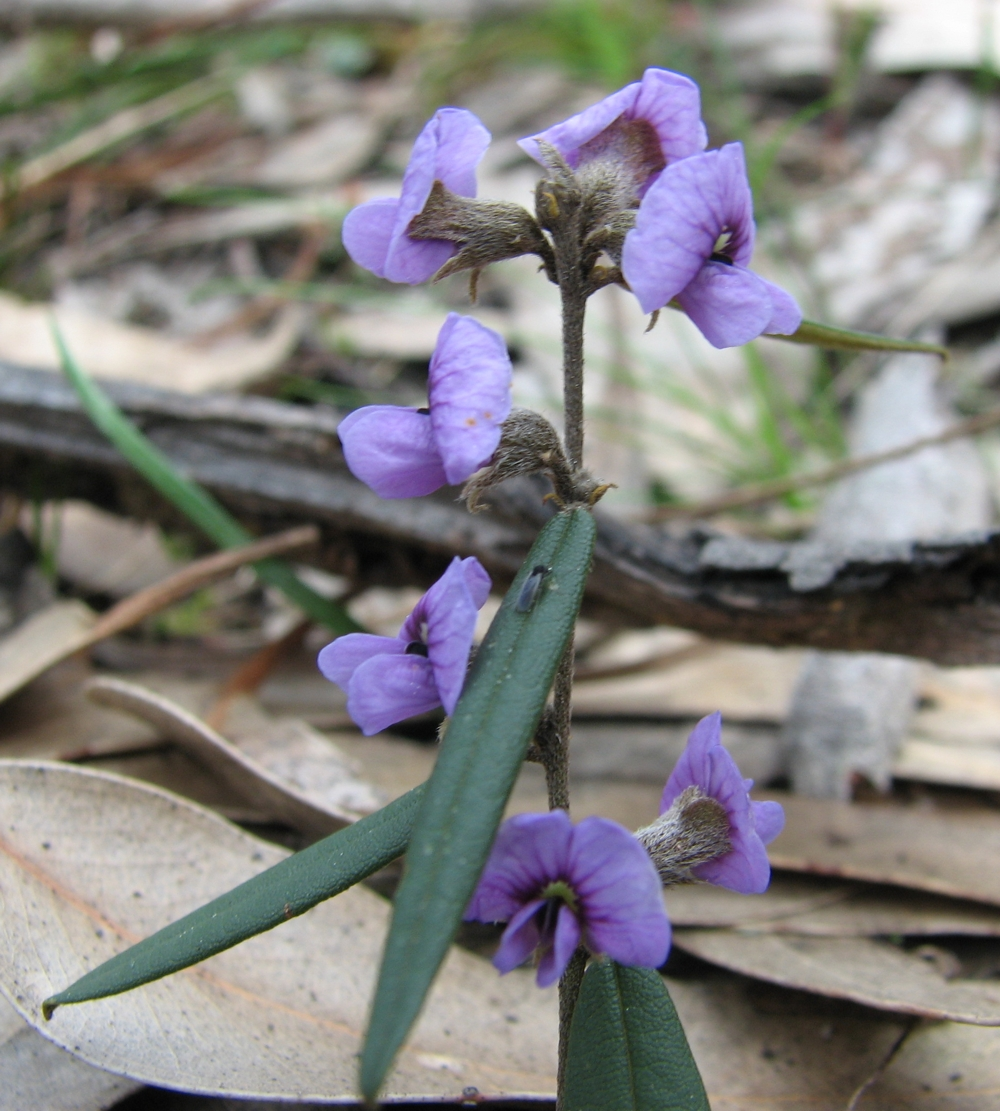
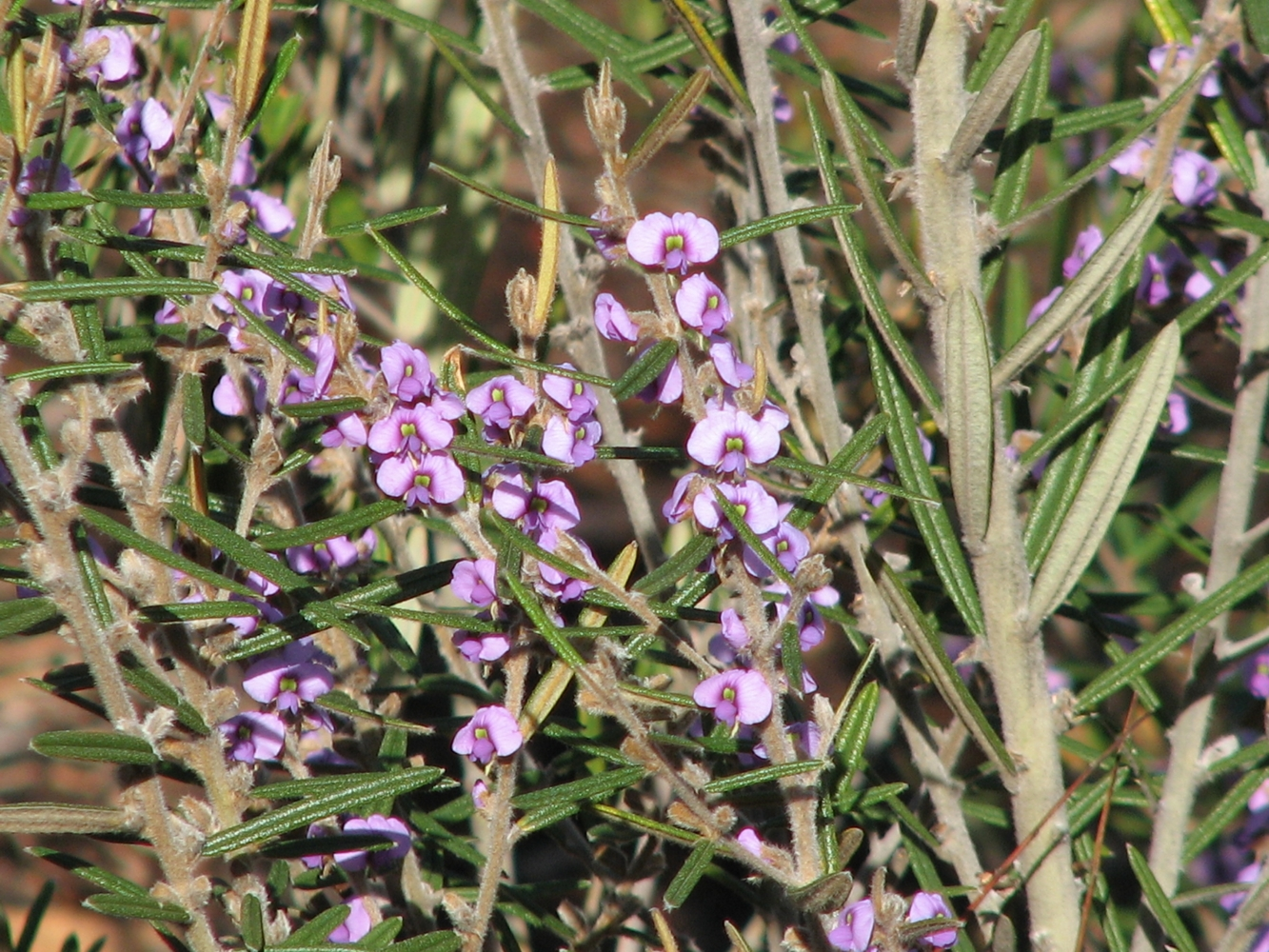
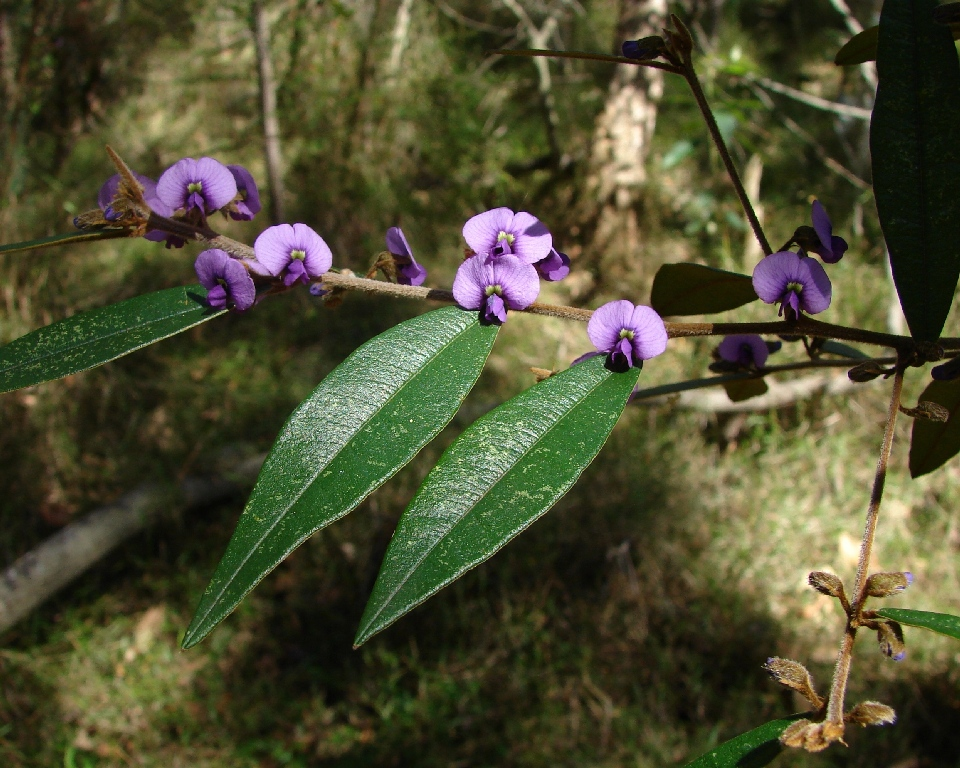
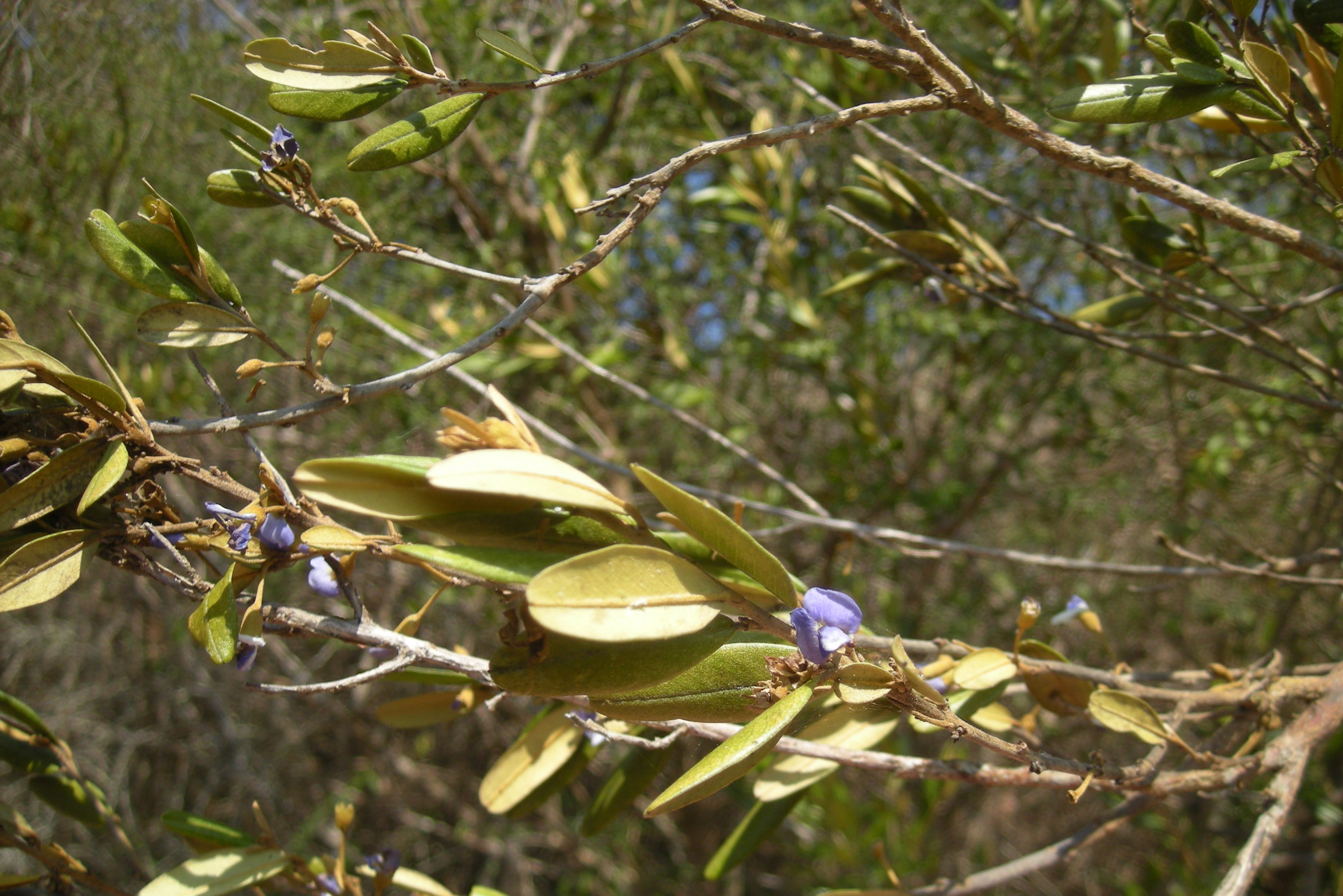

## Dottertaxa tillHovea, i alfabetisk ordning[1]
- Hovea acanthoclada
- Hovea acutifolia
- Hovea angustissima
- Hovea apiculata
- Hovea arnhemica
- Hovea asperifolia
- Hovea chorizemifolia
- Hovea clavata
- Hovea corrickiae
- Hovea cymbiformis
- Hovea densivellosa
- Hovea elliptica
- Hovea graniticola
- Hovea heterophylla
- Hovea impressinerva
- Hovea lanceolata
- Hovea linearis
- Hovea longifolia
- Hovea longipes
- Hovea lorata
- Hovea magnibractea
- Hovea montana
- Hovea nana
- Hovea nitida
- Hovea pannosa
- Hovea parvicalyx
- Hovea pedunculata
- Hovea planifolia
- Hovea pungens
- Hovea purpurea
- Hovea ramulosa
- Hovea rosmarinifolia
- Hovea similis
- Hovea speciosa
- Hovea stricta
- Hovea tasmanica
- Hovea tholiformis
- Hovea trisperma